# Santa Maria d'Almenar
Santa Maria d'Almenar és una església gòtica que s'erigeix a la plaça Major d'Almenar (Segrià), davant de l'ajuntament del nucli, a sobre d'un tossal que domina unes grans vistes sobre la comarca del Segrià. Al voltant d'aquesta hi ha el fossar o cementiri vell on es va enterrar la població fins als inicis del segle xx. L'església està dedicada a la Verge Santa Maria, sota l'advocació de l'Assumpció. Va ser declarada bé cultural d'interès nacional per acord del govern publicat al DOGC el 30-03-2011.

## Arquitectura
L'actual església de Santa Maria d'Almenar va ser construïda fonamentalment en dues etapes: La primera es remunta a la primera meitat del segle xiv.
L'església és un dels exemples de la implantació del gòtic lleidatà que incorpora elements estructurals i constructius barrocs i elements decoratius neoclàssics. Té una única gran nau de planta de creu llatina capçada per absis pentagonals i una façana sòbria de carreus regulars de pedra on destaquen els finestrals gòtics trompetats. L'església és coberta de pedra i teula a dues aigües. Destaquen com a elements més rellevants: el traçat de la seva planta, les invariants tipològiques i arquitectòniques de l'estil gòtic, el campanar barroc i la façana neoclàssica, així com a seva imatge paisatgística.
La segona etapa es va iniciar al segle xviii quan s'hi va afegir el campanar barroc vuitavat, d'una seixantena de metres d'alçada, el qual, situat al cim, fa l'efecte d'entrada monumental al temple i permet fer arribar l'eco de les campanes fins als llocs més apartats del terme.
Està coronat amb unes sumptuoses boles sobre les quals gira un original Àngel penell. La cúpula es va construir abans que l'església, però, durant la Guerra dels Segadors va ser destruïda i no es va tornar a construir l'actual fins després de la Guerra Civil. A l'interior hi havia, també, un retaule de fusta i un orgue que van ser cremats durant la Guerra Civil. Un element important que cal destacar de l'antiga església és el cimbori.l L'actual es va construir en acabar la Guerra Civil i l'anterior es va construir més tard que l'església.
Les tres portes donaven a l'exterior, la principal, al peu de la nau central, i les altres dues a les seves respectives naus, una a cada braç, a la mateixa orientació que la principal. Cap de les tres són les originals. La principal, completament reformada, dona a la plaça de la Vila, solament hi ha de record el tramat de l'arc sota el mur. La porta del costat dret va desaparèixer. Al seu lloc va estar la porta de la sagristia. Avui s'ha tornat a recuperar. La porta del costat esquerre, està tapada per un envà i té una porta petita que dona a una cambra dels mals endreços. Encara es conserva un arc doble amb les cantonades tallades a bisell.
La creu processional de Santa Maria d'Almenar és una creu de plata renaixentista en la qual hi ha gravat l'escut de la vila.
L'Àngel estava fet d'aram, d'uns nou pams i mig amb la funció de “saeta” o penell.

## Història
La primera constància documental d'aquesta església és posterior al 1150.
L'actual església de Santa Maria d'Almenar va ser construïda fonamentalment en dues etapes: la del segle xiv, en què es va edificar la nau gòtica, i la del segle xviii, en la qual se li va afegir el campanar i atri d'accés.
De l'estudi de les marques de canteria es pot deduir que la construcció gòtica es pot datar entre finals del segle xiii i primers del XIV.
L'any 1740 es va acabar la construcció del campanar adossat a la façana principal i que conforma un atri d'accés d'una tipologia no pròpia de l'arquitectura religiosa catalana. Després de la destrucció i incendis del 1936, a l'inici de la Guerra Civil Espanyola, que van comportar la destrucció del cimbori i del penell de l'àngel giratori, el 1938 es va construir l'actual volta d'obra i es va restituir el penell, i el 1956 es van netejar les pedres fumades.